# Димитър Полянов
Димитър Иванов Полянов е литературният псевдоним на Димитър Иванов Попов, един от първите социалистически поети в българската литература. Член на Шести върховен състав на т. нар. Народен съд (1944 – 1945).

## Биография
Роден е на 4 октомври (4 декември по стар стил) 1876 г. в град Карнобат. Баща му взима дейно участие в основаването на карнобатското читалище и е член на тайния революционен комитет, подготвящ града в борбата за освобождение от османска власт. Майка му е една от основателките на първото женско дружество в Карнобат.
Бъдещият поет отрано заживява с „любов към руския народ и обаяние от велика Русия“. Още като момче се запознава с поезията на Пушкин, Некрасов, вълнува се от идеите на Чернишевски и Добролюбов. Първите си литературни опити прави като ученик в Сливенската мъжка гимназия. А през 1894 г. сливенският вестник „Сиромашки защитник“ отпечатва първия му разказ „Да не бях сиромах“.
След като завършва гимназията, Полянов мечтае да стане живописец, но бързо се отказва от това и скоро заминава за Нанси (Франция) с решение да следва медицина. За този период той пише в своята „Автобиография“ следното: „след като френският език ми разкри френската и световната класическа и революционна литература, великите поети и романисти, героите на Великата френска революция и на Парижката комуна, аз скоро се скарах с Ескулапа и все повече се отдавах на литературата и социализма.“
Особено силно впечатление му прави поезията на Виктор Юго и изпраща от Франция няколко свои стихотворения, с които става известен. А след като се завръща в България, Димитър Полянов окончателно се определя като поет на българския пролетариат.
Сътрудничи активно в периодичния печат. Негови стихотворения излизат във вестниците като „Работнически другар“, „Социалист“, „Стрелочник“, „Напред“ и др., както и в някои списания – „Дело“, „Ден“, „Ново време“, „Борба“ и т.н.
Тъй като не може да се препитава с литература, Димитър Полянов работи като учител, чиновник, а по-късно става запасен офицер в Балканската, Междусъюзническата и Първата световна война.
След Деветосептемврийския преврат от 1944 година Димитър Полянов е член на Шести върховен състав на т. нар. Народния съд. Това е първият и най-масов процес срещу интелектуалците, който показва, че болшевишката власт няма да допуска свобода на мисълта, словото и печата. Полянов подписва смъртните присъди и казва, че е горд, задето е избран от партията за тая чест.

## Творчество
През периода 1894 – 1917 г. Димитър Полянов очертава ярко своя облик като поет и писател на пролетариата.
Жанрово се придържа към одата (от лирическите жанрове) и към сатиричните – разказ, легенда, фейлетон. Изображението при него най-често е условно-алегорично, в духа на романтизма. Основните теми, към които се придържа, са социалната несправедливост, експлоатацията и потисничеството. Дълбоко е убеден във великата мисия на пролетариата – да преустрои коренно обществото и да построи нов свят на равенство, братство и свобода.